# Pilotstudie
Eine Pilotstudie (engl. pilot study, auch Lotstudie) ist eine kurzzeitige und/oder preisgünstige Studie, die die Tauglichkeit einer These, die Marktreife eines Produktes oder die Zustimmung der Öffentlichkeit zu einem bestimmten Thema durch die Anwendung und Erprobung im Kleinen, anhand der Meinung, Wertung und dem Geschmack einer kleinen überschaubaren Gruppe repräsentativ oder ad hoc (= judgement sample) ausgewählter Personen belegen soll.
Nach der Auswertung der Ergebnisse zeigt sich, ob die Pilotstudie die vorausgehende Annahme deutlich bestätigt hat (d. h. das eigentliche Projekt kann in Angriff genommen werden), ob sie sie widerlegt hat (d. h. das eigentliche Projekt wird nicht durchgeführt), oder ob aufgrund widersprüchlicher oder aussageschwacher Ergebnisse eine erneute, eventuell erweiterte Studie vonnöten ist (d. h. eine genauere zweite Pilotstudie ist erforderlich).